# Майзель, Владимир Гдальевич
Владимир Гдальевич Майзель (21 июля 1962, Москва) — российский ювелир, член Союза художников России, почётный член Российской академии художеств, художественный руководитель ювелирной студии «Майзель».
Окончил с отличием Московскую школу художественных ремёсел по специальности «ювелир». Работал на Московском ювелирном заводе. Учился в МГПИ им. В. И. Ленина на художественно-графическом факультете по специальности «изобразительное искусство».
В. Майзель является автором кубка Гагарина, других трофеев Континентальной хоккейной лиги (КХЛ), а также кубка имени Леонида Киселёва Хоккейного клуба «Авангард» и приза имени Валентина Сыча. Под его руководством была проведена работа  по воссозданию и реставрации богослужебной утвари для Храма Христа Спасителя и Свято-Троицкой Сергиевой Лавры. По мнению искусствоведа Л.Н. Пешехоновой, В. Майзель по эскизам и архивным документам старинных ювелирных фирм Хлебникова и Овчинникова талантливо воссоздал предметы религиозного культа.